# Pneumopericardio
Lo pneumopericardio è una condizione medica patologica in cui l'aria penetra nel cavo pericardico. Lo pneumopericardio viene talvolta riscontrato nei neonati pretermine, in cui è associata a grave patologia polmonare, dopo essere stati sottoposti ad una rianimazione o in presenza di ventilazione assistita. Ciò è considerata una complicanza grave che, se non trattata, può portare ad un tamponamento cardiaco e al decesso. Lo pneumomediastino, che è la presenza di aria nel mediastino può mimare, e anche coesistere, con lo pneumopericardio.
Tale condizione, infine, può essere congenita o successiva ad un trauma.